# Joseph Hergesheimer
Joseph Hergesheimer (Philadelphia, Pennsylvania, 1880. február 15. — Stone Harbor, New Jersey, 1954. április 25.) amerikai (USA) író.

## Munkássága
Felmenői protestáns németek és skótok voltak, vallásos szellemű nevelést kapott. Az 1920-as, 1930-as évek egyik legismertebb, legnépszerűbb írója volt, a szociális beállítottságú, realizmusra hajló pszichologizáló regényíró iskola egyik fő képviselője. Romantikus regényei közül sok játszódik a múltban; szereti az aprólékos környezetábrázolást. Hatvanéves koráig mint kritikus is tevékenykedett, majd ezt követően visszavonult az irodalmi színtérről. 1930-ban megfordult Magyarországon is, úti élményeiről beszámolt a Saturday Evening Post c. lap hasábjain.

## Művei
- Mountain Blood ('Hegyi emberek', regény, 1915)
- Three Black Pennys ('Három fekete penny', regény, 1917)
- Java Head ('Jáva-fok', regény, 1919; film: Démonok világa, USA, 1935)
- Linda Gondon (regény, 1919)
- Gytherea (regény, 1922)
- The Bright Shawl (regény, 1922; A csillogó selyemsál, 1928)
- The Presbyterian Child ('A presbiteriánus gyermek', regény, 1923)
- Balisand (történelmi regény, 1924)
- Tampico (regény, 1926)
- The Party Dress (regény, 1930: Az estélyi ruha, 1935)
- The Foolscap Rose (regény, 1934: A merített rózsa, 1937)